# چرخ‌دنده‌های جنگ
چرخ‌دنده‌های جنگ یا ابزار جنگ (به انگلیسی: Gears of War) یک بازی ویدئویی به سبک تیراندازی سوم شخص و عنوان نخستین قسمت در مجموعه بازی‌های چرخ‌دنده‌های جنگ است که توسط شرکت اپیک گیمز ساخته‌شده و به‌وسیلهٔ استودیو بازی مایکروسافت در تاریخ ۷ نوامبر ۲۰۰۶، برای کنسول ایکس‌باکس ۳۶۰ منتشر شد. این بازی ابتدا قرار بود به‌طور انحصاری برای کنسول ایکس‌باکس ۳۶۰ عرضه شود، اما بعدها با پیوستن استودیو لهستانی «پیپل کن فلای»، نسخه‌ای سازگار شده از بازی یک سال بعد در نوامبر ۲۰۰۷ برای مایکروسافت ویندوز نیز منتشر شد. دنباله‌هایی برای این بازی به نام‌های چرخ‌دنده‌های جنگ ۲ (۲۰۰۸)، چرخ‌دنده‌های جنگ ۳ (۲۰۱۱)، چرخ‌دنده‌های جنگ ۴ (۲۰۱۶)، و چرخ‌دنده‌های ۵ (۲۰۱۹) نیز عرضه شده‌اند.

## روند بازی

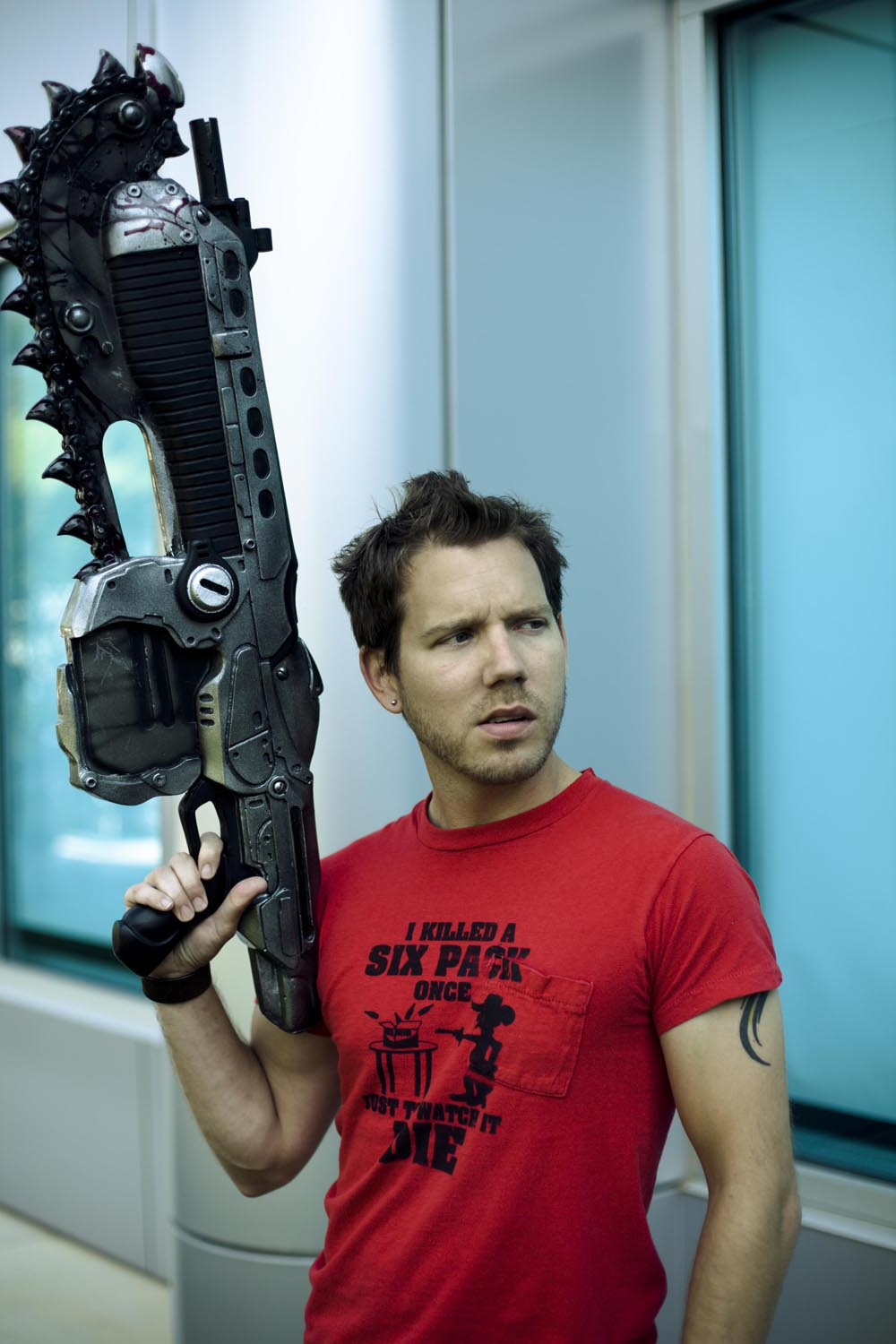
کلیف بلزینسکی با یک تکیه گاه Cog Lancer

چرخ‌دنده‌های جنگ یک بازی تیراندازی سوم شخص است که تأکید زیادی بر کاور گرفتن برای ضربه نخوردن در حین یورش به سمت دشمنان می‌کند. بازی تعداد زیادی اسلحه را دارا می‌باشد اما بازیکن‌ها غالباً از «لَنسر» به عنوان اصلی‌ترین تفنگ بازی یاد می‌کنند؛ این تفنگ دارای یک اره برقی است که زیر آن سوار شده است و در نبردهای نزدیک بسیار کارآمد است. در مجموع بازیکن‌ها ۴ بخش برای اسلحه‌های خود دارند: ۲ تا از آن‌ها با تفنگ‌های اصلی و بزرگ پر می‌شود، یکی با نارنجک و آخری نیز با اسلحه‌ای کوچک‌تر مثل یک کلت پر می‌شود.
یکی از ویژگی‌های خاص این بازی در بارگذاری مجدد اسلحه‌ها است. در این بازی با دکمه RB، اسلحه‌ها را ریلود می‌کنیم، اما همان‌طور که گفته شد یک ویژگی مخصوص این بازی این است که اگر در حین بارگذاری مجدد، در یک زمان خاص، بار دیگر دکمه RB را بزنیم، اسلحه ما به اصطلاح «اکتیو ریلود» می‌شود که باعث می‌شود آسیبی که تفنگ می‌زند برای مدتی کوتاه بیشتر بشود؛ با این حال اگر در زمان اشتباهی، دکمه RB در حین بارگذاری مجدد زده شود، باعث می‌شود که تفنگ قفل شود و بارگذاری مجدد آن مدت بیشتری به طول می‌انجامد.
هنگامی که بازیکن آسیب می‌بیند، یکی از نمادهای اصلی بازی یعنی یک چرخ دنده بر روی صفحه ظاهر می‌شود؛ هر چه این چرخ دنده قرمزتر بشود، یعنی آسیب بیشتری دیده‌ایم؛ در این حین می‌توانیم با پناه گرفتن پشت اشیاء مختلف سلامتی خود را بازگردانیم، با این حال ممکن است در این حین شکست بخوریم. هنگامی که سلامتی ما به صورت کامل خالی شد، یک اسکلت، فضای خالی میان چرخ دنده را پر می‌کند و ما روی زمین می‌افتیم؛ در این حین، ۳ حالت ممکن است: یا با کمک هم‌تیمی‌هایمان به میدان نبرد برمی‌گردیم، یا توسط نیروهای دشمن سلاخی می‌شویم یا آنقدر خون ریزی می‌کنیم که می‌میریم.
بازی دارای یک کمپین پنج مرحله‌ای است (هر مرحله نیز دارای چندین بخش است) که هم می‌توان به صورت یک‌نفره و هم می‌توان به صورت ۲ نفره با فرد دیگری بازی کرد.
بازی، داستان مارکوس فینیکس و گروه ۴ نفره‌اش «دلتا» که جزء ارتش «کاگ» (در انگلیسی COG که مخفف عبارت Coalition of Ordered Government است) هستند را روایت می‌کند. وظیفه آن‌ها نابود کردن ارتش «لوکاست» در سیاره‌شان یعنی «سِرا» است. داستان بازی را می‌توان در ۳ درجه سختی مختلف تجربه کرد. از آسان به سخت: «کَژوال، هاردکور و اینسِین» که البته درجه سختی اینسِین در ابتدا قفل است و تنها در شرایطی که یک بار بازی را یا در درجه سختی کَژوال یا هاردکور به پایان رسانده باشیم، قادر به این خواهیم بود که بازی را در درجه سختی اینسِین تجربه کنیم.

## بازتاب‌ها
| گردآورنده  | امتیاز             |
| ---------- | ------------------ |
| گیم‌رنکینگز | ۹۴٪ (۳۶۰) ۸۷٪ (PC) |
| متاکریتیک  | ۹۴ (۳۶۰) ۸۷ (PC)   |

| ناشر                   | امتیاز                   |
| ---------------------- | ------------------------ |
| وان‌آپ.کام              | A+ (360) B- (PC)         |
| یوروگیمر               | ۸/۱۰ (۳۶۰) 9/10 (PC)     |
| گیم اینفورمر           | ۹٫۵/۱۰ (۳۶۰)             |
| گیم‌پرو                 | ۴٫۷۵/۵ (۳۶۰)             |
| گیم‌اسپات               | ۹٫۶/۱۰ (۳۶۰) 9.0/10 (PC) |
| گیم‌اسپای               | ۵/۵ (۳۶۰) 4.5/5 (PC)     |
| گیمز ریدار+            | ۱۰/۱۰ (۳۶۰)              |
| گیم‌تریلرز              | ۹٫۱/۱۰ (۳۶۰) ۸٫۸/۱۰ (PC) |
| آی‌جی‌ان                 | ۹٫۴/۱۰ (۳۶۰) 8.7/10 (PC) |
| ام! گیمز               | ۹۵٪ (۳۶۰) 86% (PC)       |
| اواکس‌ام (ایالات متحده) | ۱۰/۱۰ (۳۶۰)              |